# Smyra stipatura
Smyra stipatura är en fjärilsart som beskrevs av Walker 1858. Smyra stipatura ingår i släktet Smyra och familjen nattflyn. Inga underarter finns listade i Catalogue of Life.